# Pseudolimnophila (Pseudolimnophila) luteitarsis
Pseudolimnophila (Pseudolimnophila) luteitarsis is een tweevleugelige uit de familie steltmuggen (Limoniidae). De soort komt voor in het Oriëntaals gebied.